# Thinglink
Thinglink, también conocido como Thinglink Inc. o Thinglink Oy, es un software interactivo con sede en Helsinki cuya función principal es la de crear contenidos atractivos, posibilitando que periodistas, educadores, blogueros, etc., puedan añadir enlaces de todo tipo -vídeos, música, fotos, páginas web, etc.- para enriquecer todo tipo de material gráfico sobre el que trabajen.
Thinglink fue lanzado en 2010, dirigido por Ulla Engeström y Janne Jalkanen, con la intención de desarrollar herramientas para la interacción y edición de imágenes, permitiendo que el contenidos pudiera ser compartido a través de la red, destinado, según sus creadores, a propósitos educativos y de publicidad.

## Características del Software
Con el desarrollo de su web, así como de su aplicación, Thinglink ha podido usarse a través de múltiples plataformas, ya sea ordenador, táblet o teléfono inteligente, facilitando la edición y trabajo con imágenes o vídeos, así como la exploración de contenidos creados por otros usuarios de todo el mundo.
Con el tiempo y su aumento de popularidad, Thinglink ha logrado crear una amplia colección de historias en 360°, permitiendo a estudiantes de cualquier país y edad, experimentar lugares y fenómenos del mundo con la ayuda de un asistente virtual. 
Para la creación de proyectos, los estudiantes pueden utilizar el editor de imágenes de 360° de ThingLink para hacer recorridos virtuales o documentales en 360° fácilmente, junto con narración de audio, imágenes, vídeos y pruebas escritas, permitiendo que los estudiantes se involucren como nunca antes lo habían hecho." 
Dada su multiplicidad de finalidades y usos, no se constituye en una única plataforma, sino que dispone de varias, según el contenido que se quiera editar. Encontraremos 4: las dedicadas a la "escuela", al "e-learning", a "empresas" y a "NPO (Non profit organizations)".
Ofrece diversas versiones según el uso que el usuario requiera.
La tecnología aplicada por Thinglink de interacción de imágenes ayuda a los estudiantes a dominar el uso de medios digitales para expresarse y demostrar su aprendizaje.
ThingLink ofrece también a docentes y estudiantes la posibilidad de que pueda crear fácilmente infografías interactivas, mapas, dibujos o documentales de 360° en múltiples escenarios.